# Straßentunnel Hörschel
Der Straßentunnel Hörschel liegt im Westen von Thüringen am Nordrand des Eisenacher Stadtteils Hörschel und ist ein Straßentunnel im Zuge der Landesstraße L 1021 zwischen Eisenach und Herleshausen.
Der Tunnel wurde in den Jahren 1996–1998 errichtet, er ist etwa 230 m lang und besteht aus einer horizontalen, in der Linienführung leicht gekrümmten Tunnelröhre. Der Tunnel unterquert einen kleinen bewaldeten Bergsporn am Fuß des Hörschelberges. Dabei war eine geologisch bedeutsame Verwerfungszone mit dem „Basaltgang Hörschel“ in den Muschelkalkschichten zu kreuzen.
Anlass für den Tunnelbau war die Betriebsaufnahme des Eisenacher Opelwerkes, das auf eine reibungslose Versorgung mit Zulieferteilen über die Bundesautobahn 4, Abfahrt Herleshausen angewiesen ist und auf den Ausbau der Landesstraße L 1021 bestand.
In diesem Zusammenhang war die Werraquerung der L 1021 und die Durchtunnelung des Hörschelberges erforderlich, da die topographische Situation durch die Autobahntrasse (mit Werratalbrücke Hörschel), die Bahntrasse der Thüringer Bahn mit eigener Werrabrücke und den Mündungsbereich des Flusses Hörsel zusätzlich verkompliziert wurde.
Im September 1998 wurden der Tunnel durch den Hörschelberg bei Hörschel, die neue Werrabrücke und die Umgehungsstraße um Stedtfeld offiziell für den Verkehr freigegeben.